# غونتر ماك
غونتر ماك (بالألمانية: Günter Mack)‏ هو ممثل ألماني، ولد في 12 ديسمبر 1930 في ألمانيا، وتوفي بنفس المكان في 27 مارس 2007. من الجوائز التي نالها جائزة الفيلم الألماني ‏.

## جوائز
- جائزة الفيلم الألماني [الإنجليزية]‏

## وصلات خارجية
- غونتر ماك على موقع IMDb (الإنجليزية)
- غونتر ماك على موقع مونزينجر (الألمانية)
- غونتر ماك على موقع ألو سيني (الفرنسية)
- غونتر ماك على موقع قاعدة بيانات الفيلم (الإنجليزية)
- غونتر ماك على موقع كينوبويسك (الروسية)